# (6169) Sashakrot
(6169) Sashakrot – planetoida z pasa głównego asteroid okrążająca Słońce w ciągu 5 lat i 168 dni w średniej odległości 3,1 j.a. Została odkryta 2 marca 1981 roku. Przed nadaniem nazwy planetoida nosiła oznaczenie tymczasowe (6169) 1981 EX4.